# Динотерии
Динотериите още динотериуми или дейнотериуми (Deinotherium), са изчезнал род гигантски бозайници, родствени на съвременните слонове. Живеели са през късния миоцен и ранният плейстоцен. В България, край село Езерово, Първомайско, през 1965 г. от палеонтолога Димитър Ковачев е открит добре запазен скелет, който е реставриран и изложен на входа на Музея по палеонтология и исторична геология на Софийския университет „Свети Климент Охридски“.

## Разпространение
Обитавали са равнините и платата на Европа, Азия и Африка.

## Видове
- D. bozasi Arambourg, 1934
- D. giganteum Kaup, 1829 (синоним D. thraciensis Nikolov, 1965)
- D. indicum Falconer, 1845

## Еволюция
Динотериите са единствените известни представители на семейство динотериеви (Deinotheriidae). Видът е родствен както на съвременните слонове, така и на изчезналите мастодонти, каквито са например мамутите. Основната разлика между тези дейнотериумите и останалите животни от разред хоботни се крие в бивниците на дейнотериума. За разлика от тези на днешните слонове, зъбите на дейнотериума са разположени на долната му челюст и са насочени вертикално надолу. Другата съществена разлика са размерите на тези животни. Дейнотериумите са доста по-едри от слоновете и мамутите. Известно е за съществуването на 4 вида дейнотериуми, от които 2 са живеели в Африка, а останалите 2 – в Европа и Азия. Най-едър по размери е бил африканският дейнотериум, който е бил дълъг 7 m, висок около 4,5 m и с тегло 14 000 кг. Европейският вид е бил най-дребен и размерите му са били приблизително колкото на днешните индийски слонове, т.е. те са били 2 пъти по-дребни от африканските си събратя.
Динотериите са произлезли от продейнотериума, животно, което е било малко по-дребно от дейнотериума и е живяло преди 18 – 10 милиона години в Африка. Фосили от този предшественик на дейнотериумите са намерени в Уганда.
- Глава на дейнотериум
- Скелет на Дейнотериум
- Дейнотериуми реконструкция

## External links
- Бакалов, Петър. Приноси към палеонтологията на България: II Dinotherium'ови останки в България //  Годишник на Софийския университет. Физико-математически факултет. Книга 2; Annuaire de l'Universite de Sofia. Faculte Physico-mathematique. Livre 2 8-9.   1914. с. 3-29.
- Музей по Палеонтология и Исторична геология //   Софийски университет „Свети Климент Охридски“.
- Цанкова, Диана. Гигантски бозайник от праисторията – под купола на Софийския университет //   Българско национално радио, новини, 10 юли 2020. Посетен на 14 октомври 2021.
- Larramendi, A. Shoulder height, body mass and shape of proboscideans //  Acta Palaeontologica Polonica 61.   2016. DOI:10.4202/app.00136.2014.